# 7399 Somme
7399 Somme este un asteroid din centura principală de asteroizi.

## Descriere
7399 Somme este un asteroid din centura principală de asteroizi. A fost descoperit pe 29 ianuarie 1987 la Observatorul La Silla de Eric Walter Elst. Asteroidul prezintă o orbită caracterizată de o semiaxă mare de 2,28 ua, o excentricitate de 0,20 și o înclinație de 3,9° în raport cu ecliptica.